# یولیا تاباکووا
یولیا تاباکووا (روسی: Юлия Геннадьевна Табакова؛ زادهٔ ۱ مهٔ ۱۹۸۰) دونده، و ورزشکار دو و میدانی اهل اتحاد جماهیر شوروی سوسیالیستی است.